# Westerngrund
Westerngrund település Németországban, azon belül Bajorországban. Lakosainak száma 1990 fő (2023. december 31.). Westerngrund Huckelheimer Wald és Kleinkahl községekkel határos.

## Népesség
A település népessége az elmúlt években az alábbi módon változott:
| Lakosok száma | 1454 | 1546 | 1912 | 1892 | 1913 | 1936 | 1902 | 1934 | 1996 | 1990 |
|               | 1970 | 1975 | 2011 | 2012 | 2014 | 2015 | 2017 | 2019 | 2022 | 2023 |